# Werner Weber (Unternehmer)
Jacob Werner Weber auch Werner Weber-Honegger (* 28. Februar 1851 in Kämmoos-Bubikon; † 10. Januar 1912 in Zürich; heimatberechtigt in Bubikon und Rüti), war ein Schweizer Unternehmer und Politiker.

## Leben

### Familie

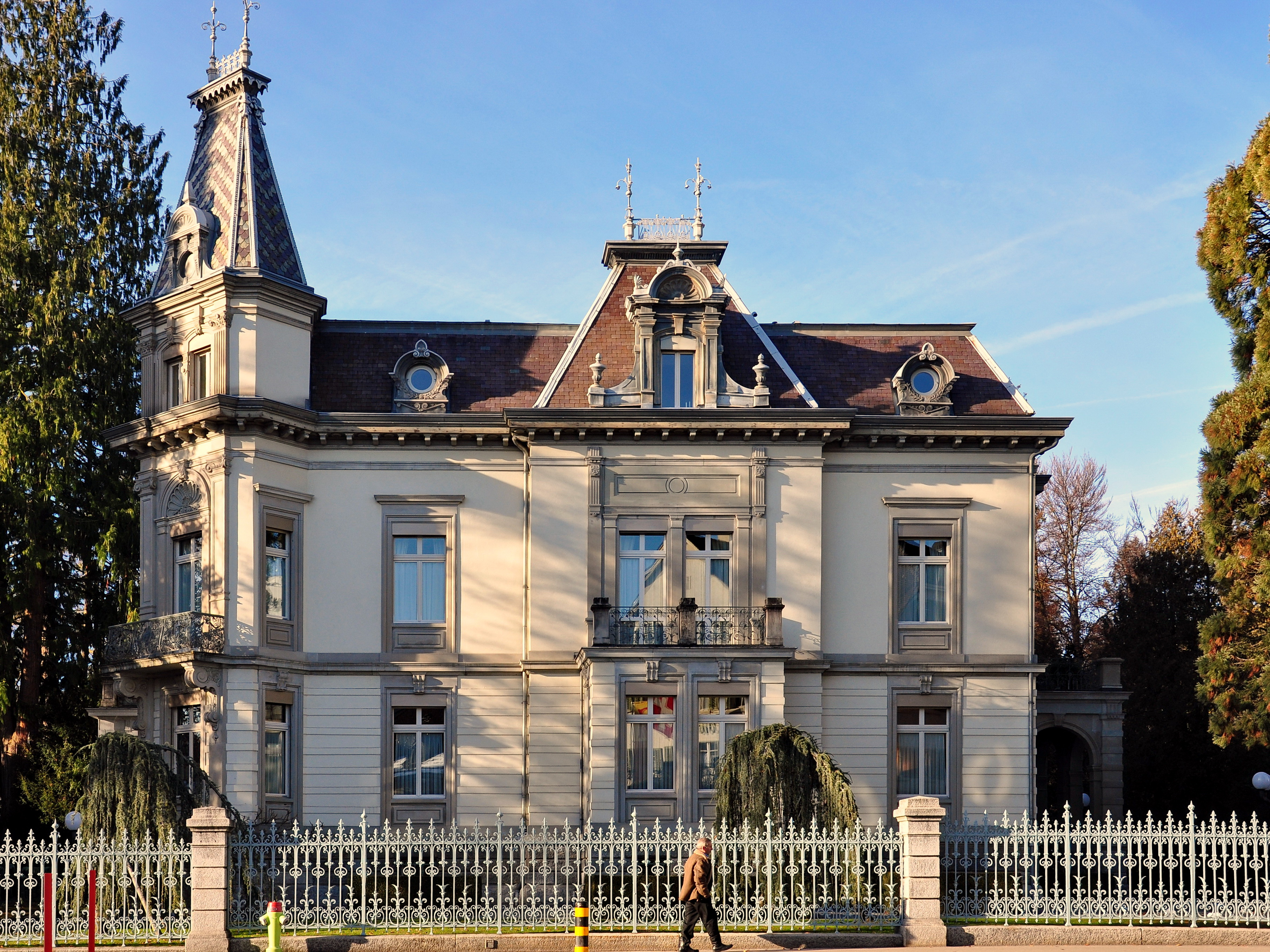
Villa Weber in der Dorfstrasse 21 in Rüti

Werner Weber war der Sohn von Rudolf Weber, Besitzer der Spinnerei Kämmoos, und dessen Ehefrau Anna Barbara (geb. Kündig) aus Homberg. Er hatte noch zwei Schwestern.
Am 7. April 1876 ehelichte er Johanna (Jenny), die Tochter des Maschinenfabrikanten Heinrich Honegger. Ihr Onkel war der Unternehmer Caspar Honegger. Mit seiner Ehefrau hatte er drei Söhne und zwei Töchter. Die Tochter Louise Hedwig, die seit 1898 mit dem Arzt Eugen Lommel verheiratet war, wurde 1899 beim Eisenbahnunfall von Aarau getötet. Mit seiner Familie lebte er ab 1891 in der Villa Weber in Rüti. Beigesetzt wurde er im Familiengrab auf dem Friedhof Rüti. Nach seinem Tod überwies seine Familie 50'000 Schweizer Franken an das Krankenasyl Rüti.

### Werdegang
Werner Weber besuchte die Schule in Winterthur und erhielt eine kaufmännische Ausbildung in der Maschinenfabrik Rüti. Anschliessend unternahm er mehrere Reisen nach England und Frankreich, um dort seine kaufmännische Ausbildung zu erweitern.
In den frühen 1870er Jahren übernahm er die väterliche Fabrik, die er später verkaufte. Seit 1878 war er Angestellter der Maschinenfabrik Rüti, deren Direktor er 1886 wurde.
Von 1896 bis zu seinem Tod war er Mitglied des Vorstandes des 1883 gegründeten Vereins Schweizerischer Maschinen-Industrieller, und 1910 wurde er Präsident des Aufsichtsrats der 1906 gegründeten Schweizerischen Werkzeugmaschinenfabrik Oerlikon.
In der Schweizer Armee wurde er 1878 zum Oberleutnant befördert und 1906 im Dienstgrad Hauptmann aus der Wehrpflicht entlassen.

### Politisches und gesellschaftliches Wirken
Werner Weber war Mitglied der Freisinnig-Demokratischen Partei und von 1883 bis 1905 radikal-demokratischer Zürcher Kantonsrat sowie vom 4. Dezember 1911 bis zu seinem Tod Nationalrat; ihm folgte im Nationalrat Emil Rellstab.
Er war Präsident der Sekundarschulpflege und Vorsteher des Elektrizitätswerks Rüti.
1905 trat er aus dem Bürgerverband Bubikon aus und stiftete hierbei 50'000 Schweizer Franken, mit der Auflage, diese zweckbestimmt für den bürgerlichen Waisenfonds und für die Sekundarschule zu verwenden.
Er war 1911 Präsident des Organisationskomitees, das die Industrie-, Gewerbe- und Landwirtschaftsausstellung des Bezirks Hinwil organisierte.

### Mitgliedschaften
Werner Weber war 1872 Mitbegründer des Turnvereins Rüti. Er war Mitglied im Schweizer Alpen-Club und Vizepräsident der Sektion Bachtel.

## Ehrungen und Auszeichnungen
1896 wurde Werner Weber zum Ehrenbürger von Rüti ernannt.
1908 wurde er vom König von Italien, Viktor Emanuel III., zum Offizier des Ordens der Krone von Italien ernannt.
In Rüti wurde die Werner-Weber-Strasse nach ihm benannt und der Garten seines Wohnhauses als Johanna-Weber-Park der Öffentlichkeit zugänglich gemacht.